# Cinnamomum micranthum
Cinnamomum micranthum (Hayata) Hayata – gatunek rośliny z rodziny wawrzynowatych (Lauraceae Juss.). Występuje naturalnie w północnym Wietnamie, południowych Chinach (w prowincjach Kuejczou, Guangdong, Hajnan, Jiangxi i Fujian, a także w regionie autonomicznym Kuangsi) oraz na Tajwanie. 

## Morfologia
PokrójZimozielone drzewo dorastające do 20 m wysokości. Kora jest nieregularnie i podłużnie popękana, ma brązowoczarniawą lub brązowoczerwonawą barwę. Gałęzie są nagie.
LiścieNaprzemianległe. Mają kształt od podłużnie eliptycznego do owalnie eliptycznego. Mierzą 7,5–9,5 cm długości oraz 4–5 cm szerokości. Są nagie i mają zielonożółtawą barwę. Nasada liścia jest klinowa. Blaszka liściowa jest o krótko spiczastym wierzchołku. Ogonek liściowy jest owłosiony i dorasta do 20–30 mm długości.
KwiatySą niepozorne, obupłciowe, zebrane w wiechy, rozwijają się w kątach pędów lub na ich szczytach. Kwiatostany dorastają do 3–5 cm długości, podczas gdy pojedyncze kwiaty mają długość 2–3 mm. Są owłosione i mają barwę od białej do purpurowoczerwonawej.
OwoceMają jelipsoidalny kształt, osiągają 15–22 mm długości i 15–20 mm szerokości.

## Biologia i ekologia
Rośnie w gęstych lasach oraz na brzegach rzek. Występuje na wysokości od 300 do 800 m n.p.m. Kwitnie od lipca do sierpnia, natomiast owoce dojrzewają w październiku. 

## Zmienność
W obrębie tego gatunku wyróżniono jedną formę:
- Cinnamomum micranthum f. kanehirae (Hayata) S.S.Ying